# 加拉维托环形山

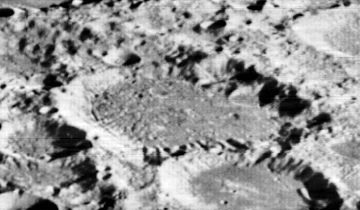
月球轨道器2号拍摄的南向斜视图

加拉维托环形山（Garavito）是位于月球背面南半部一座古老的大撞击坑，约形成于45.5-39.2亿年前的前酒海纪，其名称取自哥伦比亚天文学家胡利奥·加拉维托·阿梅罗（Julio Garavito Armero，1865年-1920年），1970年被国际天文学联合会批准接受。

## 描述
该陨坑西侧靠近克罗科环形山、西北毗邻科赫环形山、东北毗邻卡约里环形山 、克雷蒂安环形山位于它的东北偏东，西南则横亘了霍普曼环形山，而它的东北偏北方则坐落了智海。该陨坑中心月面坐标为47°13′S 156°47′E / 47.21°S 156.78°E，直径81.05公里，深度约2.80公里。
加拉维托环形山坑壁已严重损毁，尤其是西、南二侧坑壁，沿北侧壁切入了卫星坑“加拉维托 Y”，它的部分外壁延伸至加拉维托坑底，而更小的“加拉维托 D”则连接在环形山的西北壁上。沿北侧内壁凿刻有一系列纵向的沟槽，西侧内壁嵌入了多座小陨坑，而沿东侧内壁则显示有一些阶地状结构残迹。加拉维托环形山坑壁平均高出周边地形1360米，内部容积约6107立方千米。坑内地表相对平坦，分布有细小的撞击坑穴和一些纤细的月溪，西南部坐落了二座古老的废墟坑残迹。
该环形山在1970年被国际天文学联合会正大命名前 ，曾被称作第424号陨石坑。

## 另请参阅
- Andersson, L. E.; Whitaker, E. A. . NASA RP-1097. 1982.
- Blue, Jennifer. . USGS. July 25, 2007  [2007-08-05]. （原始内容存档于2012-04-08）.
- Bussey, B.; Spudis, P. . New York: Cambridge University Press. 2004. ISBN 978-0-521-81528-4.
- Cocks, Elijah E.; Cocks, Josiah C. . Tudor Publishers. 1995. ISBN 978-0-936389-27-1.
- McDowell, Jonathan. . Jonathan's Space Report. July 15, 2007  [2007-10-24]. （原始内容存档于2012-05-26）.
- Menzel, D. H.; Minnaert, M.; Levin, B.; Dollfus, A.; Bell, B. . Space Science Reviews. 1971, 12 (2): 136–186. Bibcode:1971SSRv...12..136M. doi:10.1007/BF00171763.
- Moore, Patrick. . Sterling Publishing Co. 2001. ISBN 978-0-304-35469-6.
- Price, Fred W. . Cambridge University Press. 1988. ISBN 978-0-521-33500-3.
- Rükl, Antonín. . Kalmbach Books. 1990. ISBN 978-0-913135-17-4.
- Webb, Rev. T. W.  6th revised. Dover. 1962. ISBN 978-0-486-20917-3.
- Whitaker, Ewen A. . Cambridge University Press. 1999. ISBN 978-0-521-62248-6.
- Wlasuk, Peter T. . Springer. 2000. ISBN 978-1-85233-193-1.